# 波季爾 (阿赫特爾卡區)
50°22′37″N 34°53′32″E / 50.37694°N 34.89222°E
波季爾（烏克蘭語：Поділ）是位於烏克蘭東北部的村莊，由蘇梅州奥赫蒂尔卡区的奧赫蒂爾卡市鎮負責管轄。該村處於沃爾斯克拉河右岸，分別距離科松卡1.5公里和皮斯基2公里，海拔高度105米，2001年人口59。